# Уест Армения
Уест Армения (на арменски: Ֆուտբոլային Ակումբ Վեստ Արմենիա) е арменски футболен клуб от град Ереван. Състезава се в Премиер Лига.

## История
Арарат е основан на 13 юни 2019 г. от Ваге Степанян. Започва участията си в първенствата на Армения от Първа лига като играе на стадион „Мика“ с вместимост 7 000 зрители. НА 30 май 2021 отборът заявявав, че няма да учавства повече в никакви състезания, заради физически трудности., но през юни 2022 получава професонален лиценз.
Най-големият успех е първото място в Първа  лига през 2022/23 и дебюта в Премиер лигата през 2023/24. Понастоящем играе домакинските си срещи на стадион „Касахи Мерзик“ в Аштарак с капацитет 3 600 зрители.

## Успехи
- Премиер Лига
  - 7-мо място (1): 2023/24
- Купа на Армения:
  -  Носител (5) : 1993, 1994, 1995, 1996/97, 2008
  - 1/4 финалист (1) : 2020/21
- Първа лига
  -  Победител (1): 2022/23
  -  Трето място (1): 2019/20